# لنغريش
لنغريش وستفالن (بالألمانية: Lengerich, Westphalia) هي بلدة ألمانية تقع في ألمانيا في شتاينفورت (قضاء).  يقدر عدد سكانها بـ 22,277 نسمة .

## المدن التوأمة
مدن Leegebruch، واباكونيتا، أوهايو و نهر فارتا هي مدن توأمة لـلنغريش وستفالن.

## أعلام
- رودولف اشتروطمن
- فولفغانغ سيدكا